# Fabrizio Del Monte
Fabrizio Del  Monte (Latina, 5 dicembre 1980) è un pilota automobilistico italiano Impegnato nel FIA GT.
Ha avuto anche esperienze nel campionato Euro 3000 Series (per due volte vicecampione), nella Champ Car World Series, e come test driver nel campionato mondiale di F1 per la scuderia Midland F1 Racing